# ニジェール民主社会主義党
ニジェール民主社会主義党（ニジェールみんしゅしゃかいしゅぎとう）は、ニジェールの左翼政党である。同国中部のタウア州を党の支持基盤としている。社会主義インターナショナルに加盟している。

## 党名
- フランス語でParti Nigerien pour la Democratie et le Socialismeと表記し、PNDSと略す。また、党名の後ろにTarayyaと付記する場合もある。
- 英語ではNigerien Party for Democracy and Socialismと表記する。

## 推移

### 設立と初期の党勢
ニジェール民主社会主義党(PNDS)は軍政の流れを汲む与党社会発展国民運動(MNSD)に対抗するため、1990年12月23日にマハマドゥ・イスフらによって結党された。1993年2月の議会選では、イスフの出身地であるタウア県からの支持を受け、83議席中13議席(うち5議席はタウア県からの選出)を獲得した。翌月の大統領選では、与党MNSDに対抗する野党連合変革勢力同盟(AFC)の一員として参加。MNSDのタンジャ・ママドゥ候補は敗北、AFCの主導的立場にあった民主社会会議(CDS)のマハマヌ・ウスマン候補が勝利した。PNDSのAFCへの参加によって、AFCは議会多数派を形成することとなり、同年4月17日、イスフはウスマン大統領によって首相に任命された。

### MNSDとの協力と、1995年クーデター
1994年9月21日、ウスマン大統領は自身の権限の拡大を図り、同年9月28日にイスフは首相を解任された。後任首相にはCDSのスーレイ・アブドゥライが任命されたが、PNDSはAFCの首相候補はイスフ以外にありえないとし、ウスマン大統領の決定に反発、AFCを離脱した。これにより、AFCは議会の多数派を形成できなくなり、ウスマン大統領は厳しい議会運営を強いられることとなった。PNDSは結党以来の反MNSD姿勢を改め、MNSDと新たな野党連合を結成した。だがPNDSの有力幹部だったアジ・キルガムやマズー・イブライムは、この決定に反発し、PNDSを離脱した。
AFCが議会多数派でなくなったことにより、1995年1月に議会選が実施された。PNDSとMNSDの連合は、他の2つの小政党と共にこの選挙で多数派となる議席を獲得し、MNSDのハマ・アマドゥが首相、PNDSのイスフが議会議長に就任した。これ以降、ウスマン大統領とアマドゥ首相のコアビタシオンが成立し、両者は激しく対立、政局は混乱した。その様な中で1996年1月、軍のイブライム・バレ・マイナサラ陸軍参謀長によるクーデターが発生したのである。このクーデターにより、マイナサラを委員長とする軍事政権救国委員会が成立。救国委員会はウスマン大統領、アマドゥ首相を解任、憲法と議会を停止し、イスフの議会議長の職も解いた。

### 最大野党へ
1996年1月に実施された大統領選では、1位が救国委員会のマイナサラ、2位はCDSのウスマン、3位がMNSDのママドゥとなり、イスフは4位に終わった。この結果を不服とし、PNDSは同年11月の議会選をボイコットした。この間に、PNDSはMNSDとの連合を解消し、他の左派系小政党と共に野党連合民主防衛復興戦線を結成した。
1999年4月、大統領警護隊のダオダ・マラム・ワンケ隊長によるクーデターが発生し、ニアメのディオリ・アマニ国際空港でマイナサラ大統領は殺害され、国家和解評議会と称する軍事政権が成立した。国家和解評議会は大統領と首相の権力分担を定めた新憲法案を作成、新憲法案は同年7月に国民投票で承認された。これにともない、10月には新憲法に基づく大統領選が実施され、PNDSもイスフを擁立し参加、第一回投票で22.79%の票を得る躍進を遂げたが、決選投票でMNSDのママドゥに惜敗した。だが同時に行なわれた議会選では、83議席中16議席を獲得し、最大野党の地位を獲得した。
2004年11月16日の大統領選(2004年ニジェール大統領選挙)では、イスフは24.6%の得票で第一回投票をクリアしたが、12月4日の決選投票でまたもMNSDのママドゥに敗れた。決選投票と同時に行なわれた議会選では、PNDSは113議席中17議席を獲得。PNDSと連合を組む他の小政党の獲得した8議席を含めて、引き続き最大野党として活動することとなった。

### 政権掌握
2010年に軍事クーデターが勃発し、2011年3月12日に民政移管のための大統領選挙が実施され、議長のイスフが当選。4月7日に第6代大統領に就任した。